# Maison des marais
La maison des Marais est une maison de Marchésieux construite dans les années 1770. Réhabilité, l'édifice abrite actuellement un écomusée.

## Localisation
Elle est située 3 rue A Chardin lieu-dit le marais foulon à Marchésieux, dans le Parc naturel régional des Marais du Cotentin et du Bessin, entre Saint-Lô et Périers.

## Histoire
Elle a été bâtie dans le dernier quart du XVIIIe siècle, plus précisément 1773.
Le type de construction est très répandu  dans la région aux XVIIIe et XIXe siècles et décline au milieu du XXe siècle, pour faire l'objet d'une attention sous l'angle patrimonial à partir des années 1980.
La commune acquiert l'édifice en 1987 et le met à disposition de l'ADAME des marais qui le restaure et assure l'animation du site. La ferme est restaurée de 1987 à 1994.
L’ancienne ferme a été inscrite aux monuments historiques par un arrêté du 8 avril 2011.
Le musée présente la vie rurale et les traditions des communautés vivant dans les marais, en particulier l'agriculture avant la mécanisation.

## Architecture

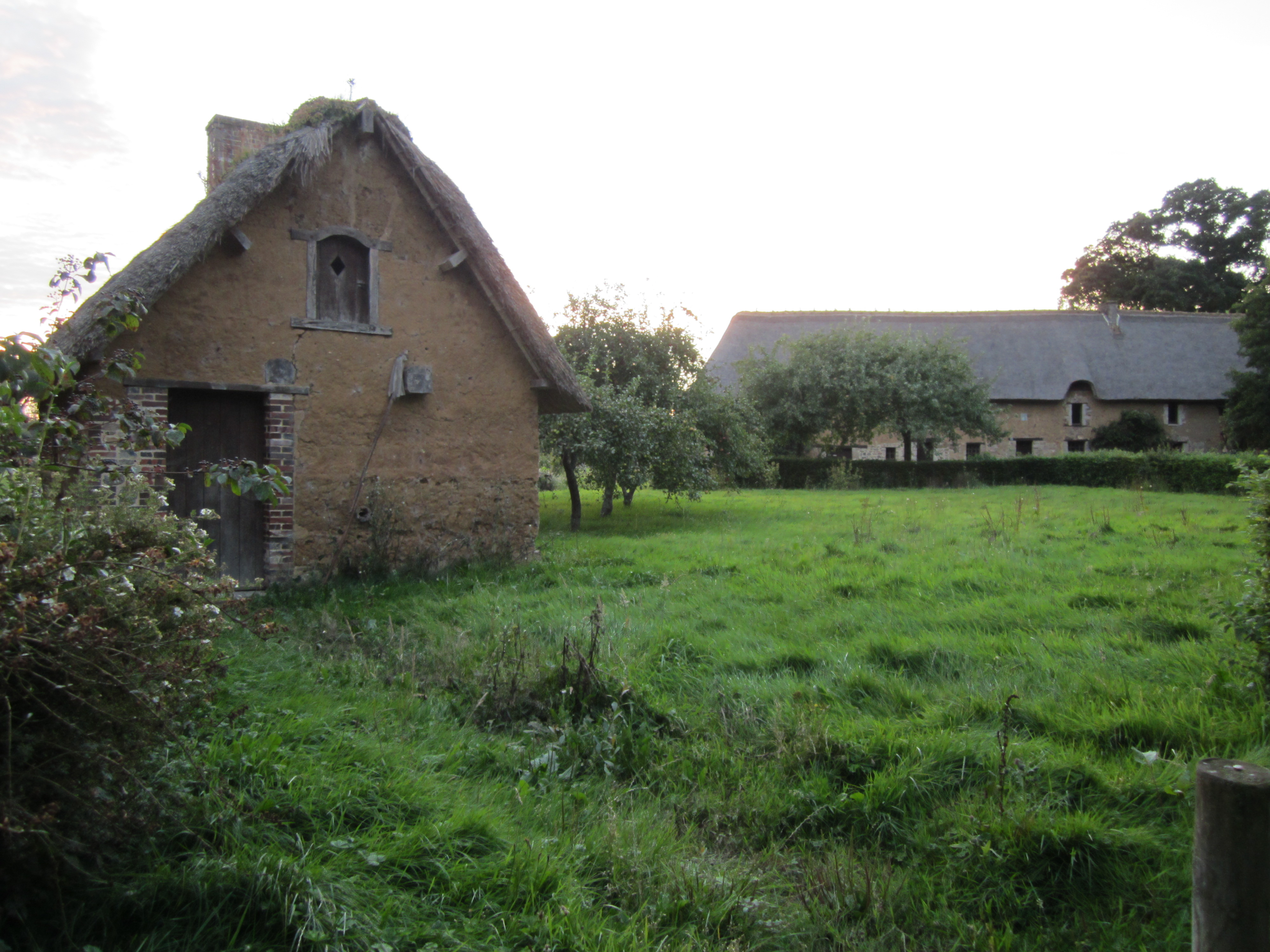
Vue générale

L'architecture est typique de la région avec mur en pierre et masse et toit en chaume. Les murs sont en bauge.
Le bâtiment principal, de type longère et long de 30 m, assure plusieurs fonctions : le rez-de-chaussée se compose d'une étable, d'un pressoir, d'un cellier, d'une charretterie et d'un logement. Le logis comporte une chambre et une pièce à feu. L'étage servait à l'entreposage des fourrages. L'intérieur de l'édifice est dans un excellent état de conservation.